# Ermida de Nossa Senhora da Nazaré
A Ermida de Nossa Senhora da Nazaré foi uma ermida portuguesa localizada na freguesia dos Biscoitos, concelho da Praia da Vitória, ilha Terceira, Açores. Actualmente deste ermida pouco mais resta do que vestígios.